# Kruna
«Kruna» (en español: Corona) es una canción grabada por la cantante serbia Nevena Božović. Fue lanzada como sencillo en descarga digital el 11 de febrero de 2019. Božović es la compositora y letrista de la canción. «Kruna» representó a Serbia en el Festival de la Canción de Eurovisión 2019 en Tel Aviv (Israel) tras ganar el Beovizija, el concurso que sirve como selección nacional, en marzo de 2019.

## Festival de la Canción de Eurovisión

### Selección nacional
El 10 de enero de 2019, Nevena Božović fue confirmada como una de los 24 participantes en el Beovizija 2019 con la canción "Kruna". El 14 de febrero, la RTS desveló el orden de participación en el concurso, y Božović ocupó finalmente el 6º lugar en la segunda semifinal. El día 28 de febrero se celebró esa segunda semifinal, y Božović consiguió la clasificación para la final tras conseguir el primer lugar en el voto del jurado y el segundo en el televoto del público. En la final, celebrada el 3 de marzo, Božović consiguió la victoria, con un voto combinado de 20 puntos, y se ganó el derecho a representar a Serbia en el Festival de la Canción de Eurovisión 2019 en Tel Aviv, Israel.